# Jim Carter
James Edward Carter, OBE (Harrogate, 19 de agosto de 1948) é um ator britânico. Ele é mais conhecido por seu papel na série britânica Downton Abbey (2010–2015), interpretando o Sr. Carson, papel que lhe rendeu quatro indicações ao Emmy de Melhor Ator Coadjuvante em uma Série Dramática (2012–2015). Ele reprisou seu papel no aclamado longa-metragem Downton Abbey (2019).

## Biografia
Carter nasceu em Harrogate, Yorkshire, Inglaterra, no dia 19 de agosto de 1949. Seu pai trabalhava no Ministério da Defesa e sua mãe era parte da Women's Land Army e depois virou professora escolar. Ele estudou no Ashville College e depois na Universidade de Sussex, cursando direito e fazendo parte do grupo de teatro. Ele saiu da universidade em seu segundo ano para juntar-se a um grupo fringe em Brighton.
Carter começou sua carreira como ator em 1968, e nas duas décadas seguintes ele atuou em várias produções teatrais diferentes e com diferentes companhias de teatro.
Em 1980 ele estreou na televisão em duas episódios da série Fox. No mesmo ano ele também apareceu no filme Flash Gordon. Nos anos seguintes ele apareceu em filmes como Top Secret!, Haunted Honeymoon, The Madness of King George, Richard III, Shakespeare in Love, 102 Dalmatians, Cassandra's Dream, The Golden Compass e My Week with Marilyn, e em programas de televisão como Lipstick on Your Collar, Arabian Nights, Dinotopia e Downton Abbey.